# Eugregarinorida
Az Eugregarinorida az Apicomplexa parazitái közé tartozó Gregarinasina legnagyobb és legsokszínűbb rendje. Tengerben, édesvízben és szárazföldön is megtalálható. Trofozoitái nagyok, morfológiájuk és viselkedésük jelentősen eltér a sporozoitáktól. A legtöbb Gregarinasina-faj ide tartozik.
E protozoonok számos gerinctelen, például rovarok és soksertéjűek gyakori parazitái.

## Taxonómia
Az Eugregarinorida 3 ismert alrendet tartalmaz, ezek az Aseptatorina, a Blastogregarinorina és a Septatorina. A bélben élő tagok a Septatina és az Aseptatina alrendekbe tartoznak aszerint, hogy a trofozoitát kettéosztja-e transzverzális septum. A tengeri fajok a legkevésbé tanulmányozott tagok.
27 családba tartoznak 244 génusszal, ebből 14 több mint 25 fajt tartalmaz.
Mintegy 900 ismert fajnak van septuma, 400-nak nincs.

### Javasolt módosítás
E csoport taxonómiájának javasolták módosítását. Ebben az Aseptatorina és Septatorina elkülönítése helyett új főcsaládokat javasoltak 18S rRNS-tanulmányozás alapján. Ezek az Actinocephaloidea, a Stylocephaloidea s. str. (non Clopton, 2009), az Ancoroidea, a Cephaloidophoroidea, a Gregarinoidea és a Lecudinoidea.
E javasolt főcsaládokat még nem fogadták el általánosan.

## Morfológia
A trofozoitákban nincs apikális komplex, helyette a korábbi szaknyelv szerint az Aseptatorina esetén mukron, a Septatorina esetén epimerit van, de 2017-ben Szimgyanov et al. javasolták az epimerit megnevezés kiterjesztését az Aseptatorinára is, a mukron így csak az Archigregarinorida mukronjára vonatkozik. A felszínen 90–300 epicitás ránc van, siklásra képes merev sejteket eredményezve.
A bélben élő Eugregarinorida-tagokat a jobbára szárazföldi Septatorinára és a jobbára tengeri Aseptatorinára osztják aszerint, hogy a trofozoitában van-e transzverzális septum.
Előbbiben a sejt nincs felosztva, utóbbiban legalább 2 részre van felosztva, ezek a hátulsó deutomerit és az epimeritet alkotó elülső protomerit. Egyes fajokban a deutomerit tovább osztható.

## Életciklus
A parazita új gazdának való átadása általában oociszták bevitelével történik vízben és szárazföldön is. A petézéssel történő átvitel is ismert.
A teljes életciklus 1 gazdában történik (monoxén fejlődés), kivéve a Porosporicaet, mely életciklusa során puhatestűt és rákot fertőz. Az oociszták megfelelő gazda általi bevitele után a sporozoiták kiszabadulnak. Ezek általában haploidak és 8 van belőlük oocitánként, de fajtól függően lehet belőlük 4–16. A sporozoita a bélfalhoz csatlakozik vagy azt átszúrja. Utóbbi esetben a sporozoita benne maradhat a bélfalban vagy beléphet a testüregbe. A sporozoiták nőnek és trofozoitákká fejlődnek, ezek egymással asszociáló gamontákká fejlődnek. A gamonták mérete eltérhet: ez esetekben gyakran a kisebb a szatellit, a nagyobb a primit, de vannak más, például a másik sejthez képesti elhelyezkedésen alapuló elnevezési szokások is. Általában életciklusuk során ekkor a legnagyobbak.
A párosodott gamonták membránt hoznak létre maguk közt, cisztát alkotva (szizigium). Az így keletkező gametociszta általában gömbölyű. Ebben a gamonták ivarsejteket hoznak létre, ezek mérete lehet hasonló (izogaméták) vagy eltérő (anizogaméták). Ezek párban egyesülnek, zigótát alkotva, ez az életciklus egyetlen diploid állapota. Ez oocisztát hoz létre, ebben sporozoiták fejlődnek. Az oociszták elhagyják a gametocisztát annak felszakadása vagy sporoduktumok révén.
Éhező gazdákban a Gregarina confusa megnyúlik és elvékonyodik.

## Jelentőség
Az Aedes albopictust fertőzi az Ascogregarina taiwanensis, melynek életciklusa a szúnyog fejlődésével szinkronban van.

## Fordítás
Ez a szócikk részben vagy egészben  az   Eugregarinorida című angol Wikipédia-szócikk ezen változatának fordításán alapul.  Az eredeti cikk szerkesztőit annak laptörténete sorolja fel. Ez a jelzés csupán a megfogalmazás eredetét és a szerzői jogokat jelzi, nem szolgál a cikkben szereplő információk forrásmegjelöléseként.